# Jacek Yerka
Jacek Yerka, nome d'arte di Jacek Kowalski (Toruń, 1952), è un pittore e illustratore polacco.
La sua produzione artistica può essere ricondotta ad alcuni temi del surrealismo e, per sua affermazione, della pittura fiamminga di Hieronymus Bosch, Pieter Bruegel, Jan van Eyck e Hugo van der Goes. I suoi soggetti, per quanto sempre caratterizzati da uno studio molto scrupoloso e realistico del dettaglio, riproducono scene nel complesso fantastiche ed oniriche, dove elementi familiari si trasfigurano in paesaggi e creature fantastiche.

## Biografia
Jacek Yerka è nato a Toruń, in Polonia nel 1952 da una famiglia di artisti, con entrambi i genitori diplomati in Belle Arti; ha per questo avuto, sin dalla prima infanzia, un contatto diretto con gli strumenti della pittura e della scultura.
Ha studiato Belle Arti all'università Niccolò Copernico di Toruń e si è laureato con una specializzazione in tecniche di stampa.
Yerka ha cominciato effettivamente la sua carriera di artista nel 1980, ricevendo ben presto numerose commissioni ed inviti da gallerie d'arte di Varsavia.  Il suo repertorio figurativo spazia da creature immaginarie tra cui rettili ed insetti, ibridi tra animali ed oggetti, paesaggi naturali ed architetture fantastiche. Nelle sue composizioni frequentemente compaiono degli oggetti e degli scenari evocativi la sua infanzia in Polonia, come, tra gli altri, i boschi, i paesini rurali polacchi e la cucina della nonna che ricorre, di volta in volta trasfigurata, in numerose sue opere.
Le opere di Yerka vengono alla luce solo dopo una scrupolosa fase fatta di numerosi disegni preliminari: il processo creativo di Yerka procede tipicamente partendo da dei disegni a matita morbida, quindi pastelli a cera e viene realizzato in forma definitiva con la tecnica della pittura acrilica su tela.
L'artista stesso spesso riproduce le sue opere, in passato mediante tecnica serigrafica  ed oggi mediante tecnica giclée.
Le sue opere sono state esposte in numerose gallerie in Polonia, Germania, Monaco, Francia e Stati Uniti e sono stabilmente esposte in alcuni musei polacchi.
È autore di due libri, entrambi pubblicati dall'editore Morpheus di Beverly Hills nel 1994: The fantastic art of Jacek Yerka e Mind fields: the art of Jacek Yerka, the fiction of Harlan Ellison (una raccolta di short stories scritte da Harlan Ellison per illustrare il lavoro di Yerka) ristampato nel 2006. Ha inoltre realizzato le copertine per gli album Instead the Forest Rose to Sing di Danny Schmidt e Wind Under Wood di Lisa Hake.
Nel 1995 ha vinto il Premio World Fantasy come migliore artista.

## Premi
- Premio World Fantasy - miglior artista[4]